# حمام پای تالار
حمام پای تالار رامشه مربوط به دوره قاجار است و در شهرستان اصفهان، بخش جرقویه علیا، دهستان رامشه، روستای رامشه، محله توده واقع شده و این اثر در تاریخ ۱۵ دی ۱۳۸۷ با شمارهٔ ثبت ۲۴۰۱۵ به‌عنوان یکی از آثار ملی ایران به ثبت رسیده است.